# Берцано-ди-Тортона
Берцано-ди-Тортона (итал. Berzano di Tortona) — коммуна в Италии, располагается в регионе Пьемонт, в провинции Алессандрия.
Население составляет 157 человек (2008 г.), плотность населения составляет 54 чел./км². Занимает площадь 3 км². Почтовый индекс — 15050. Телефонный код — 0131.
Покровителем населённого пункта считается святой Santa Teresa d’Avila.

## Демография
Динамика населения:

## Администрация коммуны
- Официальный сайт: